# 伊爾堅
36°39′41″N 4°08′59″E / 36.6613°N 4.1496°E

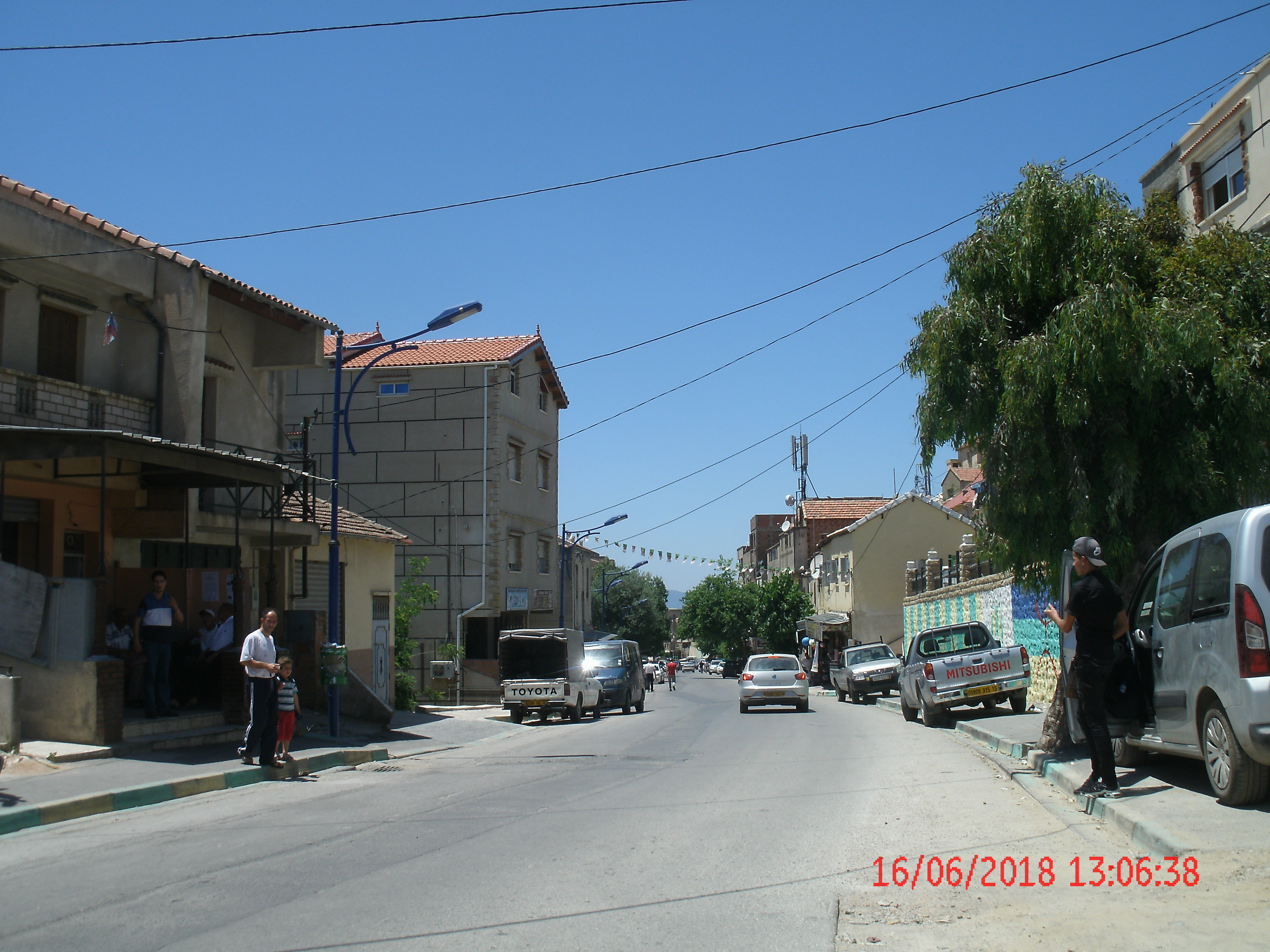
伊爾堅

伊爾堅（阿拉伯语：‎）是阿爾及利亞提濟烏祖省拉爾巴納特伊拉森區的城鎮，位於該國北部，面積21平方公里，2008年人口13,149，人口密度每平方公里619人。